# 人吉市立第三中学校
人吉市立第三中学校（ひとよししりつだいさんちゅうがっこう）は、熊本県人吉市上田代町にある公立の中学校。略称「人吉三中」、通称「三中（さんちゅう）」。

## 概要
歴史
1947年（昭和22年）の学制改革により新制中学校分校として創立。1951年（昭和26年）に独立。現校名となったのは1959年（昭和24年）。2022年（令和4年）に創立75年（独立71年）を迎えた。
校訓（三綱領）
「自主・勤労・協調」
校章
中央に校名の「三中」の文字（縦書き）を配している。
校歌
1959年（昭和34年）制定。作詞は宮原敏夫、作曲は上野経一による。歌詞は4番まであり、歌詞中に校名は登場しない。
通学区域
人吉市のうち、「上漆田町・下漆田町・東漆田町・上田代町・下田代町・大畑町・大畑麓町・大野町・段搭町」。小学校区は人吉市立大畑小学校。

## 沿革
- 1947年（昭和22年）4月14日 - 学制改革（六・三制の実施）により、新制中学校「人吉市立河南中学校 大畑分校」が創立。人吉市立大畑小学校に併設される。
- 1949年（昭和24年）
  - 3月 - 旧・高原兵舎を改造の上、校舎が完成。
  - 4月1日 -「人吉市立南中学校 大畑分校」と改称。
  - 4月28日 -「人吉市立第一中学校 大畑分校」と改称。
- 1951年（昭和26年）
  - 4月1日 -「人吉市立大畑中学校」として独立。
  - 9月 ^ 新校舎が完成。
- 1953年（昭和28年）5月 - 雨天体操場（講堂兼用）が完成。
- 1954年（昭和29年）4月1日 -「人吉市立第三中学校」（現校名）と改称。同月、校舎1棟を増築。
- 1955年（昭和30年）3月 - 特別教室1棟を増改築。
- 1959年（昭和34年）3月1日 - 校旗および校歌を制定。
- 1964年（昭和39年）10月 - 技術室を新設。
- 1968年（昭和43年）2月 - 体育館が完成。
- 1971年（昭和46年）10月 - プールが完成。
- 1972年（昭和47年）
  - 3月 - 運動場を拡張。
  - 9月 - 給食センターによる給食に変更。
- 1973年（昭和48年）11月 - 体育部室が完成。
- 1985年（昭和60年）
  - 2月27日 - 新校舎が完成。
  - 3月 - 旧校舎お別れ式を実施。
  - 4月 - 新校舎に移転を完了。運動場が完成。
  - 5月 - 旧校舎を解体。
- 1986年（昭和61年）2月 - 新体育館・新プールが完成。
- 2000年（平成12年）11月22日 - 創立50周年記念式典を挙行。三綱領碑を除幕。
- 2001年（平成13年）10月 - 移転後初の大畑小・三中合同運動会を実施。
- 2003年（平成15年）4月 - 特殊学級「ひかり学級」を開設。
- 2006年（平成18年）3月 -「希望坂」を制定。
- 2007年（平成19年）3月 -「五訓」を制定。
- 2017年（平成29年）3月 - プールを改修。

## 部活動
- 陸上競技部
- 総合スポーツ部

## 交通アクセス
最寄りの鉄道駅
- JR九州 肥薩線 「大畑駅」

最寄りの幹線道路
- 国道221号
- 熊本県道102号上漆田東間下線
- 熊本県道265号大畑西線

## 周辺
- 人吉市立大畑小学校
- 人吉市大畑コミュニティセンタ－（公民館）
- 人吉警察署大畑警察官駐在所
- 熊本南部森林管理署 大畑森林事務所